# Emersonella cuignetae
Emersonella cuignetae är en stekelart som beskrevs av Christer Hansson 2002. Emersonella cuignetae ingår i släktet Emersonella och familjen finglanssteklar.
Artens utbredningsområde är Panama. Inga underarter finns listade i Catalogue of Life.